# Jörgen Sundelin
Jörgen Lars Sundelin (Stockholm, 15 maart 1945) is een Zweeds voormalig zeiler.
Sundelin werd samen met zijn broers Peter en Ulf in 1968 olympisch kampioen in de 5.5 Meter. Dit waren de laatste spelen waar deze klasse op het programma stond.
Sundelin en zijn broers werden in 1971 wereldkampioen in de Draak. Tijdens de spelen een jaar later eindigde zij slechts als zesde. Tijdens de spelen van 1976 eindigde Sundelin met zijn broer Peter en neef Stefan als negende in de Soling.

## Resultaten

### Wereldkampioenschappen
| Jaar | Plaats | Resultaten    |
| ---- | ------ | ------------- |
| 1965 | Zweden | draken klasse |
| 1971 | Hobart | draken klasse |

### Olympische Zomerspelen
| Jaar | Plaats      | Resultaten       |
| ---- | ----------- | ---------------- |
| 1968 | Mexico-stad | 5,5 meter klasse |
| 1972 | München     | 6e draken klasse |
| 1976 | Montreal    | 9e soling klasse |

1952: Britton Chance / Michael Schoettle / Edgar White / Sumner White
1956: Hjalmar Karlsson / Sture Stork / Lars Thörn
1960: George O’Day / Jim Hunt / Dave Smith
1964: Bill Northam / Peter O’Donnel / James Sargeant
1968: Jörgen Sundelin / Peter Sundelin / Ulf Sundelin
- LIBRIS: 287941
- Virtual International Authority File: 24584440